# 三门源村

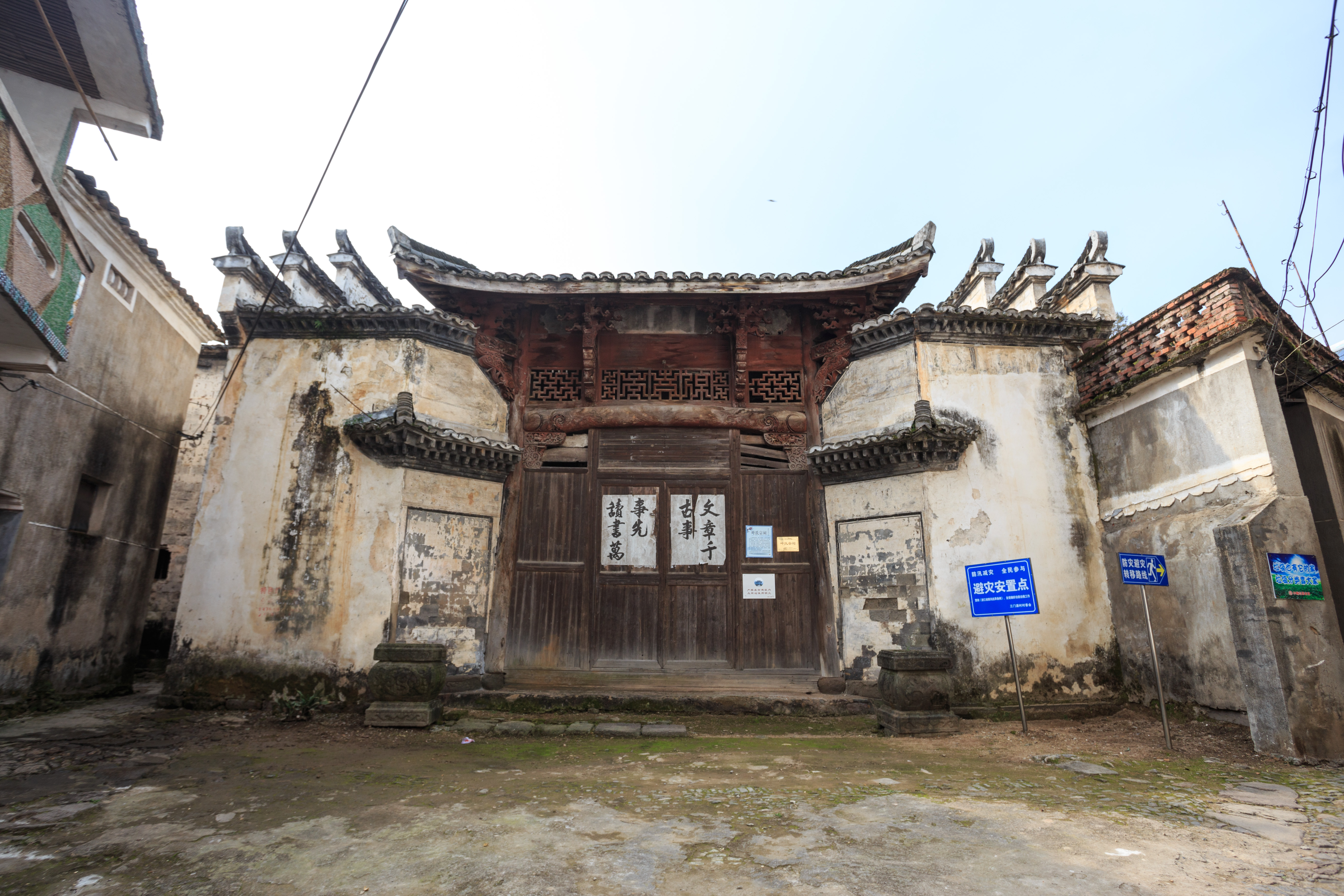

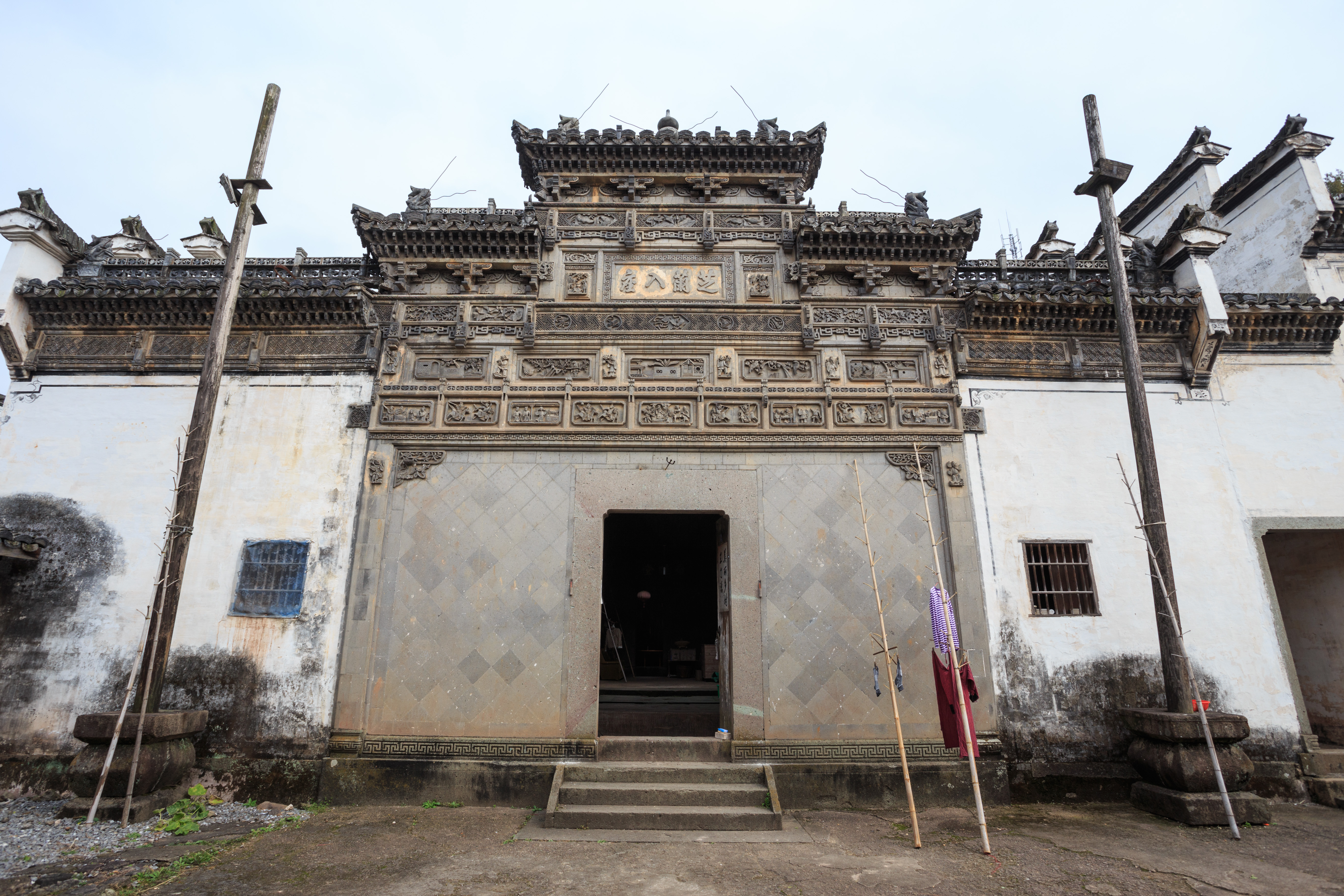
叶氏民居“芝兰入座”

三门源村是中国浙江省龙游县石佛乡下辖的一个村。

## 历史文化
2008年10月14日，三门源村公布为第四批中国历史文化名村。
2012年12月17日，三门源村公布为第一批中国传统村落。
- 三门源叶氏民居：第七批全国重点文物保护单位（7-1035）
- 三门源古建筑群：浙江省文物保护单位（7-83）